# 殺戮姫
『殺戮姫』（さつりくひめ）は、みさき速の少年漫画作品。『週刊少年チャンピオン』（秋田書店）にて2007年46号から52号まで短期集中連載された。全7話。

## あらすじ
女子高生・森川流は普段こそ少し頭の足りない美少女だが、流の正体は無差別殺人鬼。生理的に「嫌」だと感じると、普段は手袋で隠している鋭い爪で周囲の人間を衝動的に無差別に殺害してしまう。そんな恐ろしい力を唯一制御できるのが、普段から冴えなくて物臭な高校生・石動王士。もちろん人を殺すのは許されない行為だが、仮に「殺してもかまわない」ような悪人にたいしても同じことが言えるのだろうか。そんな悪人に対しても、流の殺人衝動を抑えるべきなのかどうか、王士は日々葛藤する。

## 登場人物
森川 流（しんかわ るう）
主人公。自他ともに認める美少女女子高生。少し頭が足りない。クラスの他の男子から好意をもたれているが、本人は王士一筋。だが、肝心の王士には相手にしてもらえない。
裏の顔は無差別殺人鬼。生理的に「嫌」と感じると周りの人間を無差別に殺害する。それは自己保身のためでなく、むしろほかの人間が蒙った「痛み」を見かねての衝動である。普段から手袋をしているが、それは凶器である爪を隠すため。
流の殺人衝動は時間の経過とともに溜まっていく（普段の生活の「嫌」なことが蓄積されて行く）ため、一定期間をおいての適度な殺人による多少のガス抜きが必要。
石動 王士（いするぎ おうじ）
冴えなくて物臭な男子高校生。流に好意を寄せられているが本人は（普段の素振りからいえば）乗り気ではない。だが、それは一定の殺人しなければならない流と、唯一殺人を止められる王士という関係がために、流のことを心から「好き」と告げられない状況にあるからだともいえる。
流の殺人衝動を唯一とめることができるため、荒生からは「救世主」と呼ばれている。
極悪非道な犯人に対しても、常にギリギリまで改心を祈り、流の殺人を許さない。それがゆえに毎回犯人にボコボコにされる。
荒生（あらお）
流や王士の通う高校の養護教員。流の兄。極度なシスコン。
物臭でやる気の無い王士に頭を痛めている。
警察官
普段は普通の警察官だが、裏の顔は連続暴行犯。道を行くカップルを拉致監禁してあらゆる方法で暴行していた。被害者は正視に堪えないような再起不能の状態にされるが、殺人とならぬよう致命傷は与えなかった。
流と王士を拉致して暴行するが、王士の必死の説得の前にも改心の素振りを見せなかったために流によって殺害される。
亜木 勇介（あぎ ゆうすけ）
17歳の少年。生命にたいしての感情が乏しく、幼い時から虫の解体をしたり、猫を殺害してバラバラにしたりと猟奇的な行動を繰り返していた。
13歳の時に近所に住む老女を殺害して更生施設に入れられ、現在は寺の保護下にいる。その後も「老いぼれは生きていても意味が無い」という理屈で老人殺しを繰り返していた。
たまりかねた和尚が荒生に「制裁」を依頼。「そんなに殺したいなら、したいもの同士でやればいい」という王士の理屈のもと流に殺されかけるが、王士が流にかけた一言のおかげで一命は取り留めた。
匂坂 月弓（さきさか げっきゅう）
昴晏寺住職。尼であり、保護司。亜木勇介の更生を試みていたが、面倒をみきれず「制裁」を荒生に依頼する。
白雪 華恋（しらゆき かれん）
王士や流の一級上の、お嬢様学校に通う高校生。名前に劣らぬ美少女。
ナンパされていたところを王士（正確には流）に助けられ、王士に接近する。
幼い頃に誘拐された挙句強姦され、その上母親まで殺害され、数年間監禁状態に置かれたという悲惨な過去をもつ。
誘拐犯
貴族のような眉毛と、鱈子唇が特徴の男。幼少時の白雪に偏執的な恋心を抱き、拉致監禁し、強姦する。白雪が必死で母親に助けを求める姿にある種の嫉妬心を抱き、諦めさせるために白雪の母を車で撥ねて殺害。その後、自身の母親の手引きで白雪は脱出するが、その後も白雪を必死に探し求め追い続けた。高校生になった白雪をやっとの思いで見つけ、その場に居合わせていた王士を嫉妬心から車で撥ねとばし、白雪もろとも自宅に監禁する。以前白雪の脱出の手引きをした母親は、既に惨い暴行をされた挙句殺害されていた。
幼少時の白雪を強姦する映像を見せて「華恋と愛し合っている証拠だ」などといってのけるが、王士の冷静な指摘に逆上し王士を散々に痛めつける。映像と併せてのあまりの惨状を見かねた流は衝動的に華恋を殺しかけるが、最後は「僕は華恋のためなら死ねる」という言質を取られ、王士が流に殺害を指示、絶命する。
但島（たじま）
交通事故によって妻に先立たれて以来、荒んだ生活が続いていたが、気持ちに整理をつけるために荒生に自宅の掃除を手伝ってくれるよう依頼する。だが実は妻は交通事故を装った快楽殺人犯によって殺されており、犯人に復讐するために出所する時期に合わせて身辺整理をしていた。
快楽殺人犯
交通事故によって人を死なせても通常の殺人に比べて量刑が軽いという法律を悪用し、トラックによる無差別殺人を繰り返していた。
出所後も変わらず殺人を企てていたが、流の「天罰」によって一瞬のうちに絶命した。

## 単行本
少年チャンピオン・コミックスより刊行。全1巻。
1. 2008年1月8日発売 ISBN 978-4-253-20789-8